# Iontha acerces
Iontha acerces är en fjärilsart som beskrevs av Louis Beethoven Prout 1928. Iontha acerces ingår i släktet Iontha och familjen nattflyn. Inga underarter finns listade i Catalogue of Life.